# Raimund Lang (Politiker)
Raimund Lang (* 11. September 1895 in Oberammergau; † 17. Mai 1976 ebenda) war ein deutscher Politiker der Bayernpartei.

## Leben
Lang besuchte von 1905 bis 1914 das Humanistische Gymnasium Ettal und nahm als Kriegsfreiwilliger am Ersten Weltkrieg teil. Danach studierte er von 1919 bis 1922 Tiefbau an der Technischen Hochschule München. Nach Ablegung des Staatsexamens zum Regierungsbaumeister im Jahr 1924 studierte er von 1925 bis 1926 Architektur in Stuttgart. Anschließend war er von 1926 bis 1928 als Bauleiter von Hoch- und Tiefbauarbeiten tätig und übernahm im August 1928 bis 1930 die Bauleitung und Entwurfsbearbeitung für den Bühnenumbau und die Hallenerweiterung des Passionsspielhauses Oberammergau. Zum 1. August 1932 trat er in die NSDAP ein (Mitgliedsnummer 1.274.403) und war bis zu seiner Wahl zum Bürgermeister von Oberammergau im Juni 1933 ebendort als Architekt tätig. Er blieb bis 1945 Bürgermeister und führte von 1934 bis 1939 das Passionsspiel durch und nahm zudem am Zweiten Weltkrieg teil. Ab Mai 1948 war er wieder als Bürgermeister von Oberammergau tätig und bereitete die Durchführung des Passionsspieljahrs 1950 vor.
Lang war vom 27. November 1950 bis zum 3. Dezember 1958 für den Wahlkreis Oberbayern sowie Stimmkreis Garmisch-Partenkirchen, Bad Tölz Mitglied des Bayerischen Landtages und dort Mitglied der BP-Fraktion sowie kurzzeitig stellvertretender Fraktionsvorsitzender. Im Landtag war er Mitglied des Ausschusses Bayern Pfalz, des Ausschusses für kulturpolitische Angelegenheiten, des Unterausschusses zur Beratung der Änderungen des Rundfunkgesetzes, des Unterausschusses für Zins- und Teilwaldfragen, des Unterausschusses zu Beratung des Problems der nichtstaatlichen, höheren Schulen sowie des Untersuchungsausschusses zur Prüfung des Vorgehens von Behörden und Einzelpersonen im Zusammenhang mit möglichen unzulässigen Baupreisabsprachen.
Des Weiteren war er mehrmals Mitglied des Rundfunkrates des Bayerischen Rundfunks.